# Мохаммад Массад
Мохаммад Массад (араб. محمد مسعد, нар. 17 лютого 1983) — саудівський футболіст, що грав на позиції півзахисника.
Виступав, зокрема, за клуб «Аль-Аглі», а також національну збірну Саудівської Аравії.

## Клубна кар'єра
У дорослому футболі дебютував 1999 року виступами за команду клубу «Аль-Еттіфа ад-Даммам», в якій провів один сезон. 
Протягом 2000—2003 років захищав кольори команди клубу «Аль-Наср» (Ер-Ріяд).
Своєю грою за останню команду привернув увагу представників тренерського штабу клубу «Аль-Аглі», до складу якого приєднався 2003 року. Відіграв за саудівську команду наступні десять сезонів своєї ігрової кар'єри.
Завершив професійну ігрову кар'єру у клубі «Аль-Гіляль», за команду якого виступав протягом 2013 року.

## Виступи за збірну
У 2006 році дебютував в офіційних матчах у складі національної збірної Саудівської Аравії. Протягом кар'єри у національній команді, яка тривала 6 років, провів у формі головної команди країни 9 матчів.
У складі збірної був учасником чемпіонату світу 2006 року у Німеччині, кубка Азії з футболу 2011 року у Катарі.

## Титули і досягнення
- Переможець Кубка націй Перської затоки: 2003